# 表兒
表兒（Children Sucker）為一支原來自台灣台北組成的搖滾樂團。正式成立於2003年，音樂風格包含了搖滾、龐克、雷鬼、嘻哈等等，歌詞創作則是以台語為主要語言，目前主要活動於台灣中南部等地。

## 簡介
- 2003年的野台開唱，當時剛成立的表兒，在主舞台最後壓軸團體濁水溪公社開演前，擅自衝上舞台演唱自己的歌曲，雖然演唱一首歌之後即遭主辦單位緊急斷電並驅離，卻以此行動瞬間大開知名度，開始活躍於台灣的獨立音樂圈中。
- 經歷幾次團員的更動，也累積了數百場的現場演唱資歷，並於2007年正式贏得海洋音樂祭「海洋大賞」的冠軍頭銜，其直率、熱情、不造作的表演風格，引起了廣大聽眾的熱烈迴響，也在台灣的獨立音樂圈中佔了一席之地。
- 於2013年9月宣布無限期終止活動。
- 2021年時第五代目成員加入並復出，於台灣的台中、台南等地為中心開始活動。
- 表兒號稱自己的樂風為「台灣本格熱血純情硬派搖滾」。
- 2021年5月19日官方臉書宣布解散

## 樂團成員

### 目前成員
- 賴裕仁 a.k.a 薯條
擔任歌手兼吉他手，負責絕大部分的詞曲寫作；2003年原愛嘶吼樂隊解散之後籌組表兒。
在電影『洋腐乳-發酵時代』(2007年，劉俊宏監督作品)中擔綱演出台客少年"青仔"一角。電影『HIYA』(2008年，賴文軒監督作品)中飾演"薯條"一角。
2011年12月4日表兒受邀至台中參加『搖滾台中』音樂節演出，在表演結束後自行和朋友在外飲酒，卻喝得醉醺醺醉倒在路邊停車格，員警擔心他的安危上前叫醒，爛醉的他卻爆粗口並向員警揮拳。酒測值0.65毫克，依照妨害公務、傷害和毀損罪嫌移送。酒醒後發覺闖禍感到後悔頻向員警道歉後和解。
- 李龍真 a.k.a 阿龍
擔任貝斯手，原屍體派對（樂團）貝斯手；於2021年加入。
- 劉子毓 a.k.a 大頭
擔任吉他手，原便當雜誌吉他手；2021年加入。
- 詹力亘 a.k.a 綠豆
擔任鼓手，同時也是台中SHOOTUP鼓手；2021年加入。

### 歷任成員
- 雷立：貝斯手（2003）現擔任"SHAMELIVE"(台灣獨立影像製作團隊)主理人
- 阿森：鼓手（2003-2004）現擔任"Beware the sky falling"鼓手
- 阿儒：貝斯手（2003-2005）現擔任"My Skin Against Your Skin"貝斯手
- 劉暐：鼓手（2004-2005）現擔任"傷心欲絕"吉他手
- 雷堡：吉他手（2004-2005）現擔任"Magic Power(魔幻力量)"吉他手
- 阿牛：鼓手（2005-2007）現擔任"濁水溪公社"鼓手
- 莊逸：吉他手（2005-2007）
- 鄭寰：擔貝斯手，原牛皮紙樂隊貝斯手（2005-2019）
- 陳顥：吉他手，原牛皮紙樂隊主唱，目前同時也是盪在空中吉他手（2007-2019）
- 馮柏誠 a.k.a 勃起：鼓手，原台中神經樂隊鼓手（2007-2019）

## 重大演出經歷
- 2003年：無預警突襲野台開唱壓軸濁水溪公社舞台。
- 2004年：海洋音樂祭熱浪搖滾舞台參加。
- 2005年：春天吶喊、海洋音樂祭、野台開唱音樂祭參加。
- 2006年：台灣魂演唱會、春天吶喊、台客搖滾嘉年華、海洋人民音樂祭、野台開唱音樂祭、花蓮洄瀾異音音樂節參加；捷運盃熱門音樂大賽亞軍。
- 2007年：春天吶喊、台客搖滾嘉年華參加，海洋音樂祭海洋大賞獲得；與拷秋勤聯合舉行「少年吔，人家不安啦!」夏日台灣巡迴。
- 2008年：春天吶喊、海洋音樂祭參加。
- 2009年：跳起來音樂節、搖滾台中（Rock in Taichung）音樂節參加。
- 2010年：半島音樂節、春天吶喊、搖滾台中音樂節參加。
- 2011年：吵年獸、海洋音樂祭、巨獸搖滾Beastie Rock 2011、搖滾台中音樂節、嘉義十八銅人搖滾英雄會參加。『三十而立，爆死寸前』演唱會舉辦。並進行了首次海外公演(東京/日本)。
- 2012年：吵年獸、廢了十年倉庫派對、春天吶喊、台灣樂團潮演唱會參加。舉辦特別企劃『向顏正國致意vol.2 』演唱會。
- 2013年：社會演說 、春天吶喊參加。5月發行新錄音室專輯作品「Fight to All!!」，並于9月宣布無限期終止活動。
- 2021年：台中清水浮現祭；為2021年表兒成員五代目結成復出後第一場演出。
- 同時不定期於台灣各大Live House或Club例如：地下社會、Lagecy 傳、the WALL這牆音樂藝文展演空間、河岸流言、PIPE、浮現藝文展演空間、台中TADA方舟等眾多場合進行巡迴及演出。

## 發行作品

### EP
1. 熱血男兒硬起來(2005年5月，Gamaa Music 迦鎷文化音樂發行。)
熱血男兒硬起來／快樂農夫想要娶老婆／朋友，振作／愛情真無奈 ／稀奇的愛(向神經樂隊致敬)／愛的逃兵／淡水戀歌
2. 不死鳥(2012年4月，獨立發行。)
super idol／520 G.A.N.G.／熱血男兒硬起來／白賊話 live in 九份

### 專輯
1. Children Sucker(2007年10月，種子音樂發行。)
放蕩少年時 ／愛的逃兵 ／愛情真無奈／Let it be／故鄉的人情味／朋友Take it easy／友情一萬年／西瓜靠大邊／白賊話／矛盾的氛圍
2. Fight to All!!(2013年5月，NoSide Records & 禾廣娛樂 發行。)
序 ／人生舞台 ／走一步算一步／520 G.A.N.G.／純戀歌／You are my sunshine／碎心情歌／(阿Ben他摸人家的捏捏啦)／Super idol／(Do你個水雞 我喝酒醉了勒)／田寮37號／套出來／Pitbull Fight

### 合輯
1. 向濁水溪吐臭(2006年1月3日，Gamaa Music 迦鎷文化音樂發行。)
沾到黑油的肉鯽仔  收錄
2. PUNK ROCK SOUNDTRACKS VOL.9(2011年12月7日，Kick Rock Music(日本)發行。)
熱血男兒硬起來  收錄

## 外部連結
- 表兒 on Facebook （页面存档备份，存于）
- 表兒 on INDIEVOX
- 表兒 on Streetvoice
- 表兒 on MySpace （页面存档备份，存于）